# Station Heinschenwalde
Station Heinschenwalde (Bahnhof Heinschenwalde) is een spoorwegstation in de Duitse plaats Hipstedt, in de deelstaat Nedersaksen. De plaats Heinschenwalde, waar het station naar vernoemd is, ligt ongeveer 3 kilometer ten noordwesten van het station. Het station ligt aan de spoorlijn Bremerhaven-Wulsdorf - Buchholz. Het station telt één perronspoor.
Op het station stoppen alleen treinen van de EVB. Het station is niet in beheer bij DB Station&Service AG, maar in beheer bij de EVB. Hierdoor is het station niet gecategoriseerd. 

## Treinverbindingen
De volgende treinserie doet station Heinschenwalde aan:
| Serie | Treinsoort         | Route                                                                                    | Bijzonderheden |
| ----- | ------------------ | ---------------------------------------------------------------------------------------- | -------------- |
| RB 33 | Regionalbahn (EVB) | Buxtehude – Bremervörde – Heinschenwalde – Bremerhaven Hbf – Bremerhaven-Lehe – Cuxhaven |                |